# Hildemar Hildebrand

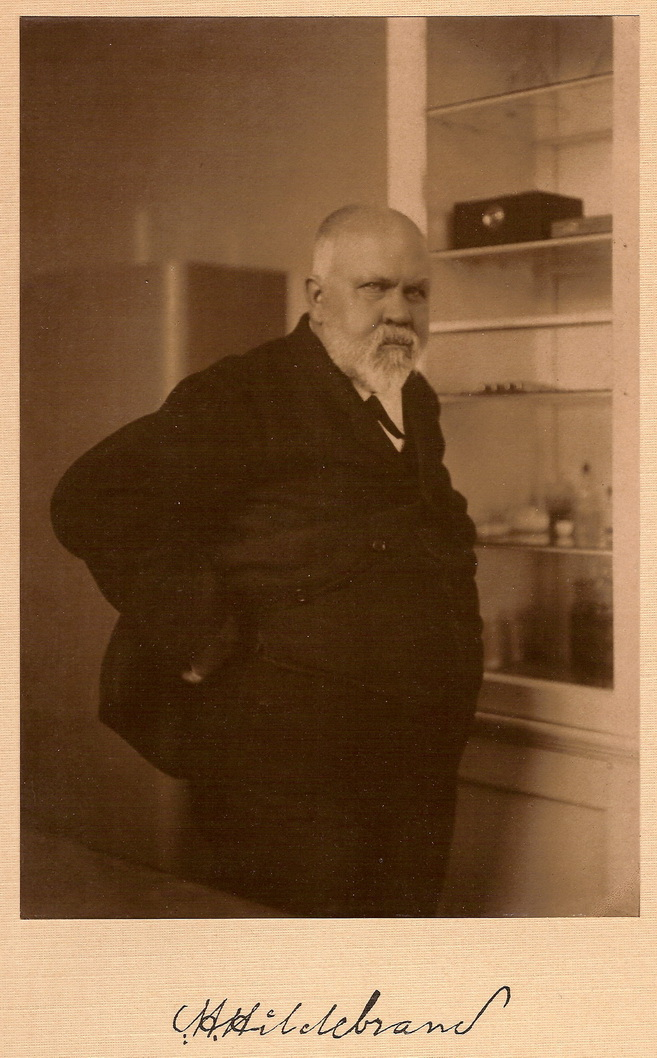
Hildemar Hildebrand.

Carl Hildemar Hildebrand, född den 5 juni 1851 i Stockholm, död den 9 maj 1919 i Lund, var en svensk läkare. Han var professor i pediatrik.
Hildemar Hildebrand var son till riksantikvarien och akademiledamoten Bror Emil Hildebrand av den borgliga släkten Hildebrand och dennes hustru Anna Mathilda Ekecrantz. Han växte upp i Stockholm där han avlade mogenhetsexamen vid Stockholms gymnasium 1871. Samma år inskrevs han vid Uppsala universitet där han 1872 avlade mediko-filosofisk examen. Under de följande åren hade han olika anställningar, bland annat som underläkare vid Garnisonssjukhuset i Stockholm, amanuens vid Karolinska institutet och biträdande läkare vid Ronneby brunn, innan han 1882 avlade medicine kandidatexamen vid Karolinska institutet.
Hildebrand överflyttade därefter till Lunds universitet där han blev medicine licentiat 1886 och medicine doktor 1892 på avhandlingen Kliniska studier öfver bukorganens lägeförändringar. Åren 1891–1893 upprätthöll han den extra ordinarie professuren i pediatrik och praktisk medicin och blev sistnämnda år reguljär innehavare av densamma. Vid ett flertal tillfällen under åren 1893 till 1898 upprätthöll han parallellt temporärt den ordinarie professuren i praktisk medicin. Han verkade även ett antal år som badintendent i Borgholm och blev med tiden överläkare vid Lunds lasarett.
Hildebrands vetenskapliga litterära produktion var ytterst begränsad och utgjordes, frånsett hans doktorsavhandling, av ett fåtal artiklar i medicinska tidskrifter. Han blev 1895 ledamot av Kungliga Fysiografiska Sällskapet i Lund samt blev senare även riddare av Nordstjärneorden.
Hildemar Hildebrand gifte sig den 24 oktober 1889 med friherrinnan Anna Elisabeth Tomine Gyllenkrok (1865–1942). De blev föräldrar till historikern Bengt Hildebrand.
Hildemar Hildebrand är begravd på Norra kyrkogården i Lund.